# Héctor Abad Gómez
Héctor Abad Gómez (Jericó, 2 de diciembre de 1921-Medellín, 25 de agosto de 1987) fue un médico especialista en salud pública, ensayista, catedrático, columnista, periodista, político, y activista por los derechos humanos colombiano.
Fue miembro activo del Partido Liberal Colombiano. Trabajó en varias instituciones públicas como el Instituto Colombiano de Bienestar Familiar (ICBF), el Instituto de Seguro Social; y como académico escribió varias publicaciones científicas y dio cátedras de medicina en varios centros universitarios de Antioquia y el país.
Trabajó en varios encargos diplomáticos y políticos, siendo diputado en Antioquia y congresista por el mismo departamento. Fue precandidato a la Alcaldía de Medellín por el Partido Liberal.
Se convirtió en activista por los derechos humanos y defensor de una política pública de salud, que incomodó a políticos, colegas y grupos de extrema derecha, siendo tildado de comunista y marxista.
Gómez fue asesinado en Medellín, tras amenazas por sus denuncias contra grupos paramilitares, quienes estaban cometiendo masacres y homicidios selectivos contra líderes sociales, activistas y políticos de izquierda acusándolos de insurgentes.
En 2006, su hijo, el escritor Héctor Abad Faciolince, publicó una biografía novelada sobre su padre titulada El olvido que seremos (2006), best-seller e influyente documento crónico sobre el conflicto armado interno en Colombia.

## Biografía
Nació en Jericó (Antioquia), el 2 de diciembre de 1921, en el seno de una familia liberal de la región.
Hizo sus estudios de secundaria en el Liceo General Santander de Sevilla, Valle del Cauca y en el Liceo de la Universidad de Antioquia. Estudió medicina en la Universidad de Antioquia e hizo la maestría en salud pública en la Universidad de Minnesota.
Fue el fundador de la Escuela Nacional de Salud Pública, hoy llamada Facultad Nacional de Salud Pública Héctor Abad Gómez de la Universidad de Antioquia. 
En las décadas de 1960 y 1970, fue profesor de la facultad de medicina de la Universidad de Antioquia, en el departamento de medicina preventiva.
Hasta su muerte, en 1987, seguiría siendo catedrático de salud pública de la misma universidad. También fue jefe médico del Instituto de Seguros Sociales y gerente de la seccional antioqueña de esta misma institución. Fue secretario de Educación municipal y secretario de Salud departamental. Como periodista de opinión fundó el periódico universitario U-235 y la revista El Cocuyo.
Fue diputado a la Asamblea de Antioquia y representante a la Cámara por el Partido Liberal Colombiano. También fue columnista de opinión de El Espectador, El Tiempo y El Mundo. Sus pronunciamientos sobre las condiciones de vida de las comunidades marginadas y en condiciones de miseria, en Medellín y en Colombia, además de muchas de sus ideas de avanzada, le granjearon enemistades con colegas, compañeros de facultad y directivas de esa época. Ello llevó a que en varias ocasiones buscara trabajos en otros países, en general asociados a la Organización Mundial de la Salud (OMS).
Trabajó en Manila, Filipinas, en donde ayudó a fundar una escuela de salud pública, y en Yakarta, Indonesia. También fue profesor invitado de la UCLA, en Los Ángeles, Estados Unidos. En 1978, durante el gobierno de Alfonso López Michelsen, fue ministro consejero en la Embajada de Colombia en México.
Realizó en Colombia importantes proyectos de salud que mejoraron el nivel de vida de los colombianos. Fue director de la División de enfermedades transmisibles del Ministerio de Salud. Inspiró la creación del año rural obligatorio para los médicos recién graduados, inventó las promotoras rurales de salud y participó en las primeras campañas masivas de vacunación antipoliomielítica. En este campo, hizo la primera vacunación con virus vivos tras desatarse una epidemia en el Santo Domingo (Antioquia).
También participó en la fundación  de la Universidad Autónoma Latinoamericana (UNAULA), en Medellín, en 1966, y del  Instituto Colombiano de Bienestar Familiar (ICBF) en 1968, junto con personalidades de la vida nacional como Alfonso López Michelsen, Justiniano Turizo Sierra, Jaime Sierra García, Gilberto Martínez Rave, Luciano Sanín Arroyave, Ramón Emilio Arcila y otros. Fue el primer presidente de esta nueva Universidad y también fue su profesor durante varios años.
Fue también el fundador y presidente, hasta morir asesinado, del Comité para la defensa de los Derechos Humanos de Antioquia. Desde allí denunció las desapariciones forzadas, el exterminio del partido Unión Patriótica, los secuestros de las guerrillas de las Fuerzas Armadas Revolucionarias de Colombia - Ejército del Pueblo (FARC-EP) y del Ejército de Liberación Nacional (ELN), y las detenciones arbitrarias y torturas cometidas por las Fuerzas Militares de Colombia.

### Amenazas en su contra
A raíz de sus denuncias desde el Comité para la defensa de los Derechos Humanos de Antioquía, y a través de su programa radial y su columna en el periódico El Colombiano, Abad se convirtió en blanco de amenazas de varias organizaciones armadas. Por esos días anunció sus intenciones de postular su candidatura a la alcaldía de Medellín por el Partido Liberal para el período 1988-1990, siendo la primera vez que se elegían alcaldes en el país, en las elecciones regionales de Colombia de 1988, luego de una reforma constitucional aprobada en el Congreso en 1986.

## Asesinato
El 25 de agosto de 1987 su amigo y defensor de derechos humanos, el abogado Luis Felipe Vélez fue asesinado a balazos. Esa misma tarde, una mujer buscó a Abad Gómez en su consultorio y lo convenció a salir, con el pretexto de que dedicara algunas palabras en el velorio de Vélez en el edificio del sindicato del magisterio de maestros, a donde Abad se dirigió a pie junto con su compañero Leonardo Betancur Taborda y la mujer. Al llegar al edificio, Abad Gómez fue abordado por un par de sicarios, asesinándolo a él y a Betancur.
Respecto a su candidatura trunca, el conservatismo ganó las elecciones de 1988, siendo elegido el ingeniero Juan Gómez Martínez, quien se enfrentó a Juan Guillermo Jaramillo, el liberal que ganó la postulación en 1987.
Un mes antes del crimen, había llevado con éxito el caso de la desaparición y posible asesinato del estudiante y miembro del Partido Comunista de Colombia - Marxista Leninista Luis Fernando Lalinde ante la Corte Interamericana de Derechos Humanos, hecho ocurrido en 1984.
Tras su asesinato, la presidencia del Comité Permanente para la Defensa de los Derechos Humanos Seccional de Antioquia pasó a manos del abogado penalista Jesús María Valle, quien continuaría con su trabajo hasta ser asesinado en 1998.

### Caso judicial
En febrero de 2012, Diego Fernando Murillo Don Berna, exjefe paramilitar, aseguró ante la Fiscalía General de la Nación, haber oído de labios de Carlos Castaño que los asesinatos de Abad y del abogado Vélez fueron cometidos personalmente por él. De acuerdo con el testimonio, Castaño dirigía un grupo de operaciones paramilitares en la ciudad de Medellín, en contra de las células urbanas de las guerrillas de las FARC-EP y el ELN. Murillo aseguró que la motivación del asesinato estuvo en la creencia de Castaño de que Abad Gómez estaba vinculado ideológicamente con la guerrilla del Ejército Popular de Liberación (EPL) y que sus columnas «afectaban a las Fuerzas Armadas, haciéndole el juego al EPL».
También se ha vinculado a las Fuerzas Militares del crimen de Abad y sus colegas, puesto que se llegó a divulgar una lista de presuntos colaboradores del EPL en la prensa colombiana, lista generada por el DAS (que venía haciendo perfilación de Abad desde 1974). De la vinculación de militares en el homicidio de Abad, se conoció que días antes de morir, el médico afirmó lo siguiente a uno de sus familiares ː

“Si a mí me matan no te quepa la menor duda de que hay complicidad del ejército o de la policía”
Héctor Abad Gómez, 1987

Juan Diego Restrepo, director del portal Verdad Abierta, ha criticado la veracidad del testimonio, en tanto testimonios previos en el marco de procesos judiciales contra miembros del Cartel de Medellín sugieren que la atribución de estos y otros crímenes a Castaño o a capos del cartel como Pablo Escobar se usaron de parte y parte para librar de culpa a cualquiera de los implicados. En consecuencia, puesto que Castaño está presuntamente muerto, atribuirle a él la responsabilidad de tal asesinato puede ayudar a ignorar evidencia que implique a otros posibles autores.
En agosto de 2014, el crimen de Héctor Abad Gómez fue declarado por la Fiscalía General de la Nación como delito de lesa humanidad, al comprobarse que este hecho fue parte de un siniestro plan del narcotráfico, en complicidad de grupos paramilitares para eliminar a los miembros y simpatizantes de la Unión Patriótica, evitando así su ascenso al poder político.
En agosto de 2015 la Fiscalía General de la Nación anunció el llamado a indagatoria como posible actor material del asesinato al exparamilitar Manuel Salvador Ospina Cifuentes, Móvil 5, quien fuera hombre de confianza de los Castaño y quien seguía delinquiendo. Ospina ha sido también señalado de ser el actor material del supuesto asesinato de Carlos Castaño y fue vinculado al proceso tras el testimonio de Sor Teresa Gómez, hermana de crianza de los Castaño. Ospina fue capturado en mayo de 2014.
En julio de 2019, en un informe presentado por la Fiscalía General de la Nación a la Jurisdicción Especial para la Paz titulado "Victimización a líderes sociales y defensores de derechos humanos por parte de agentes del Estado", se constató que  Abad Gómez aparecía en una lista, la cual en vez de referirse a los paramilitares, el organismo investigativo indicó que quienes figuraban en ella eran "personas señaladas por el Ejército como integrantes o simpatizantes de grupos subversivos", la cual se denominó "la lista de sentenciados por las FF.MM.". Dicha lista, había sido encontrada en el bolsillo de la chaqueta del médico humanista en el momento de su asesinato, la cual se titulaba "Lista de personalidades", en la cual diversas personalidades, del ámbito político social (Jaime Pardo Leal, Iván Marulanda, Eduardo Umaña Luna, Alfredo Vázquez Carrizosa), como del estamento militar (caso especial del ex general José Joaquín Matallana) e incluso del espectáculo (como fueron Vicky Hernández, Carlos Vives y Fanny Mikey) eran fijadas como posibles objetivos militares por parte de inteligencia militar, por su posición ideológica y de crítica frente a la sociedad colombiana. Se piensa que el doctor Abad Gómez planeaba hacer pública la lista ante instancias internacionales, denunciando una posible persecución política en Colombia.

## Familia
Su esposa fue Cecilia Faciolince García, con quien tuvo cinco hijas: Mariluz, Clara Inés, Eva Victoria, Marta Cecilia (falleció en 1972) y Sol Beatriz, y un hijo, Héctor Joaquín. Este último es el escritor Héctor Abad Faciolince, quien escribió el libro ya citado sobre la vida y muerte de su padre.

## Legado y homenajes

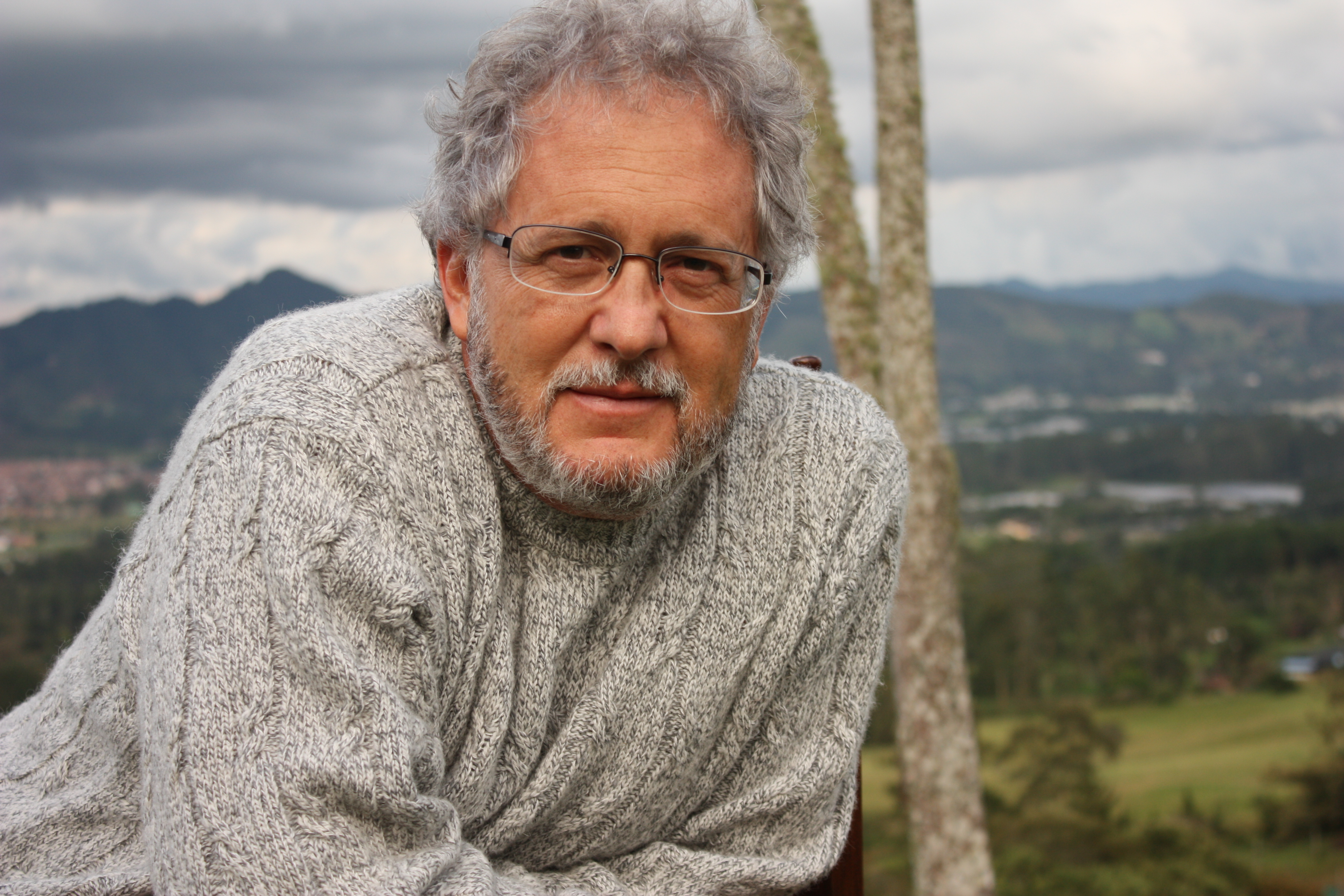
Abad Faciolince, su hijo menor y autor de la obra El Olvido que seremos

### El olvido que seremos
El olvido que seremos es un libro testimonial escrito por el hijo de Héctor Abad Gómez, Héctor Abad Faciolince. El título de este libro está tomado del primer verso de un soneto atribuido a Jorge Luis Borges titulado Aquí, hoy, hallado en uno de los bolsillos de Héctor Abad Gómez después de que fuera asesinado. Su muerte se produjo por la acción de dos sicarios, en el momento en que entraba en el velorio de un líder gremial de maestros que había sido asesinado ese mismo día, en horas de la mañana. En el libro se refleja fielmente la personalidad de quien ha merecido ser llamado por los antioqueños «el apóstol de los derechos humanos». En sus últimos años estuvo dedicado al cultivo de rosas, en un jardín sembrado por él mismo, y al comité de derechos humanos de Antioquia.
Héctor Joaquín Abad Faciolince: (Medellín, 1 de octubre de 1958) es un escritor y periodista colombiano, más conocido por sus libros Angosta, que obtuvo en abril de 2005 en China el premio a la mejor novela extranjera, y El olvido que seremos, sobre la vida y asesinato de su padre Héctor Abad Gómez, al que fue otorgado el premio Casa de América Latina de Portugal por el libro como mejor obra latinoamericana y el Premio Wola-Duke en Derechos Humanos. Además ha recibido un Premio Nacional de Cuento, una Beca Nacional de Novela (1994) y dos Premios Simón Bolívar de Periodismo de Opinión (1998 y 2006). En 2016 creó Angosta Editores, una editorial independiente de Colombia.
El olvido que seremos fue adaptada al cine con el mismo título (2020) por Fernando Trueba y recibió el premio Goya 2021 a la mejor película iberoamericana.
El olvido que seremos: es una película dramática de 2020, dirigida por el español Fernando Trueba y basada en la novela homónima del colombiano Héctor Abad Faciolince. La película fue incluida dentro de la selección oficial del Festival de Cannes 2020, festival aplazado debido a la pandemia de enfermedad por coronavirus de 2020 en Francia. Finalmente, la cinta clausuró, fuera de concurso, la Sección Oficial de la sexagésimo octava edición del Festival de San Sebastián.. Recibió el premio Goya 2021 a la mejor película iberoamericana.
Esta película ganó el premio al mejor filme del Festival CineHorizontes en Marsella (Francia) en enero de 2021 y fue galardonada con un premio Goya en la categoría de mejor película iberoamericana en marzo de 2021.

### Carta a una sombra
Es una película documental colombiana de 2015 dirigida por Daniela Abad y Miguel Salazar. Se trata de un documental homenaje que hace la directora Daniela Abad a su abuelo, Héctor Abad Gómez, un pionero en el campo de la salud pública y defensor de los derechos humanos, que fue asesinado a sangre fría en la ciudad de Medellín en 1987 por un sicario. Está basado en el libro El olvido que seremos de Héctor Abad Faciolince, padre de la directora y destacado escritor colombiano.
El documental toma la historia del libro y se adentra en las historias íntimas de la familia Abad, retratando la violencia en la que se encontraba atrapada la nación colombiana en las décadas de 1980 y 1990. La película ganó el premio del público y el premio especial del jurado en la edición n.º 55 del Festival Internacional de Cine de Cartagena en 2015.

## Obras
- Algunas consideraciones sobre salud pública en el departamento de Antioquia (1947).
- Nociones de salud pública (1969).
- Pasado, presente y futuro de la salud pública (1969).
- Una visión del mundo (1970).
- Manual de poliatría: El proceso de los problemas colombianos (1971).
- Cartas desde Asia (1973).
- Caracterización del desarrollo científico en Colombia y su relación con la Salud Pública (1986).
- Relaciones profesores-estudiantes en la Facultad de Medicina de la Universidad de Antioquia (1986).
- Un programa de salud para Colombia (1986).
- Teoría y práctica de la salud pública (1987).
- Manual de tolerancia (1988).[29]

### Obras con enlaces completos de la Biblioteca Pública Piloto de Antioquía
- El subdesarrollo mental.
- Hace quince años estoy tratando de enseñar.